# Kathleen Huys
Kathleen Huys (Oostende, 10 november 1959) is een voormalig  Vlaamse nieuwslezer van de Vlaamse publieke omroep VRT.

## Carrière
Kathleen Huys studeerde Germaanse talen in Leuven. Na een tussenpoos van twee jaar als leraar Nederlands en Engels in Mol ging ze opnieuw studeren: Neurolinguïstiek in Brussel. Na haar studies werd ze opnieuw een jaar leraar nu in Boom. In 1986 werkte ze in de Belgische Senaat als politiek assistent voor de  partij Groen.
In 1992 werd ze redactiemedewerker bij Studio Brussel. In 1996 maakte ze de overstap naar Radio 1. Daar presenteerde ze Voor de dag, waarvoor ze zelf reportages ging maken. Onder andere ging ze Kosovo, samen met de organisatie Handicap International. Ze interviewde daar slachtoffers van clusterbommen. Andere reizen voerden haar naar Ecuador voor een reportage over fair trade en naar Slovakije, samen met de Franstalige Antoine Duquesne, destijds minister van Binnenlandse Zaken. Het onderwerp was daar de Schengenverdragen.
In 2001 stapte Huys over naar de radionieuwsdienst. Ze presenteerde er het nieuws, onder andere op Radio 2.
Volgens eigen zeggen wilde ze het nieuws altijd zo duidelijk mogelijk presenteren.
Op 28 november 2024 ging ze met pensioen.

## Persoonlijk
Huys kreeg samen met haar echtgenoot drie zonen.